# Posojilnica Bank
Die Posojilnica Bank eGen (auch Poso, Kurzform) ist eine österreichische Bank, angesiedelt im zweisprachigen Gebiet Südkärntens. Die Bank mit über 150-jähriger Tradition ist in die österreichische Raiffeisen Organisation eingegliedert und ist nach ebendiesem Vorbild als Genossenschaftsbank organisiert. Die erste Posojilnica Bank wurde im Jahr 1872 in St. Jakob im Rosental gegründet.

## Filialstruktur
Das Unternehmen unterhält Filialen in Klagenfurt, Ferlach, Eberndorf, St. Jakob im Rosental, Hart, Bleiburg und Bad Eisenkappel.